# Fanny Girl
Fanny Girl is het 17de stripverhaal van De Kiekeboes. De reeks wordt getekend door striptekenaar Merho.

## Verhaal
Fanny krijgt de kans om in een film van de beroemde regisseur Max Condé te spelen. Ze merkt spoedig dat niet alleen op de filmset, maar vooral achter de coulissen jaloezie, aanslagen, ontvoeringen en corruptie hoogtij vieren.